# Museo estone d'arte
Il Museo estone d'arte (in estone: Eesti Kunstimuuseum) nacque il 17 novembre 1919. Originariamente questo museo d'arte ebbe come sede stabile solo il palazzo Kadriorg ma poi ha sviluppato, con il passare degli anni, diversi dipartimenti in differenti siti museali ed oggi espone sia opere d'arte internazionale che opere estoni.
Attualmente il museo d'arte dell'Estonia si suddivide nei seguenti dipartimenti e strutture:
- Museo di Arte KuMu, che è la sede principale dell'apparato museale;
- Museo d'arte Kadriorg, che comprende la più grande e importante collezione di artisti europei occidentali e russi, spaziando in un'epoca che va dal XVI secolo al XX secolo. È suddiviso tra: il palazzo Kadriorg e il Museo Mikkel;
- Museo Niguliste, situato presso la chiesa di San Nicola, che raccoglie una collezione di opere storiche ecclesiastiche di quasi sette secoli di storia, inclusa l'arte medioevale e l'arte del post Riforma dell'Estonia;
- Museo Adamson-Eric, che espone i lavori di Adamson-Eric, uno dei più conosciuti artisti e pittori dell'Estonia. La collezione comprende i suoi dipinti, le ceramiche, i lavori in pelle, la gioielleria, tessuti ed arredamenti.

## Galleria d'immagini

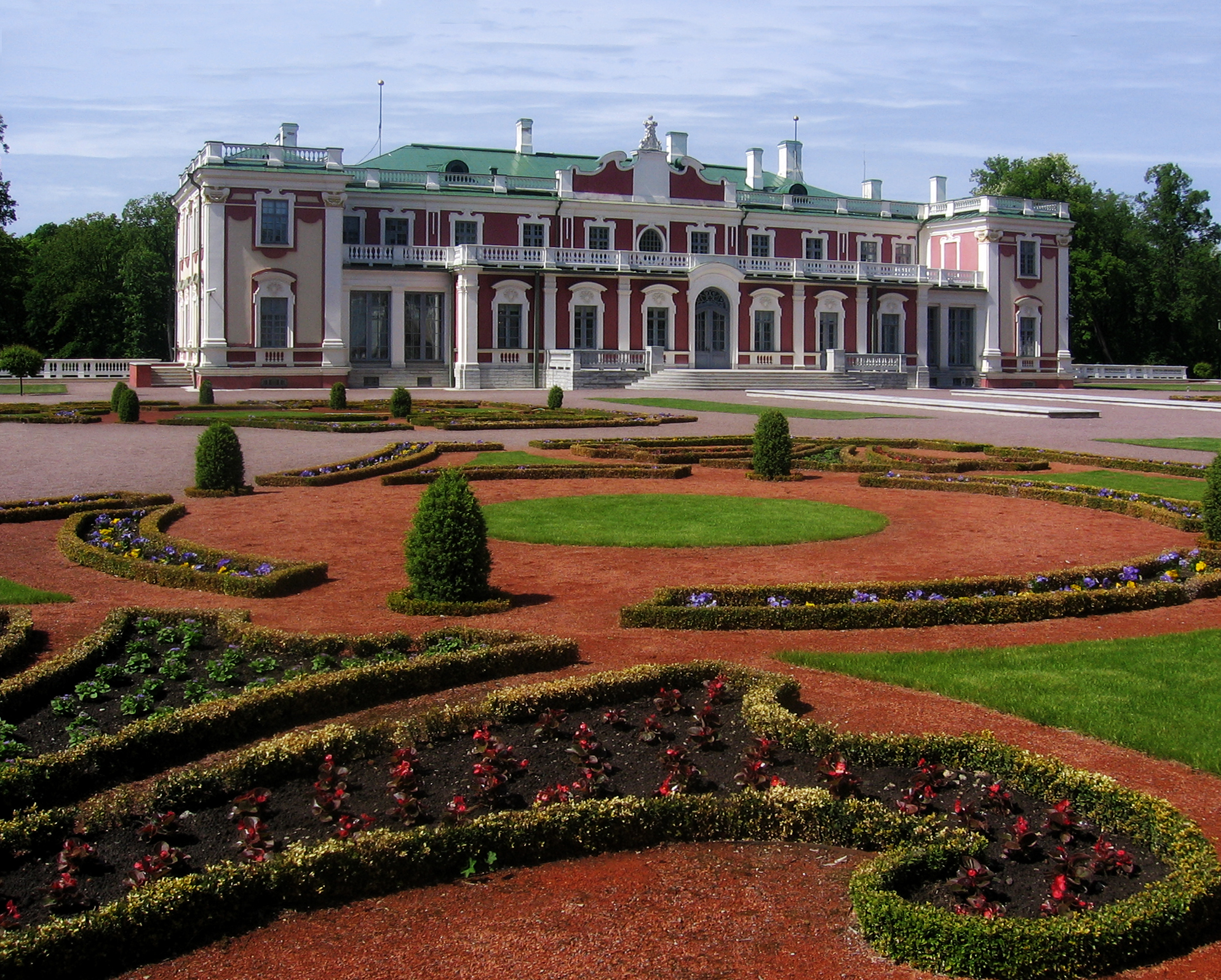
Palazzo Kadriorg
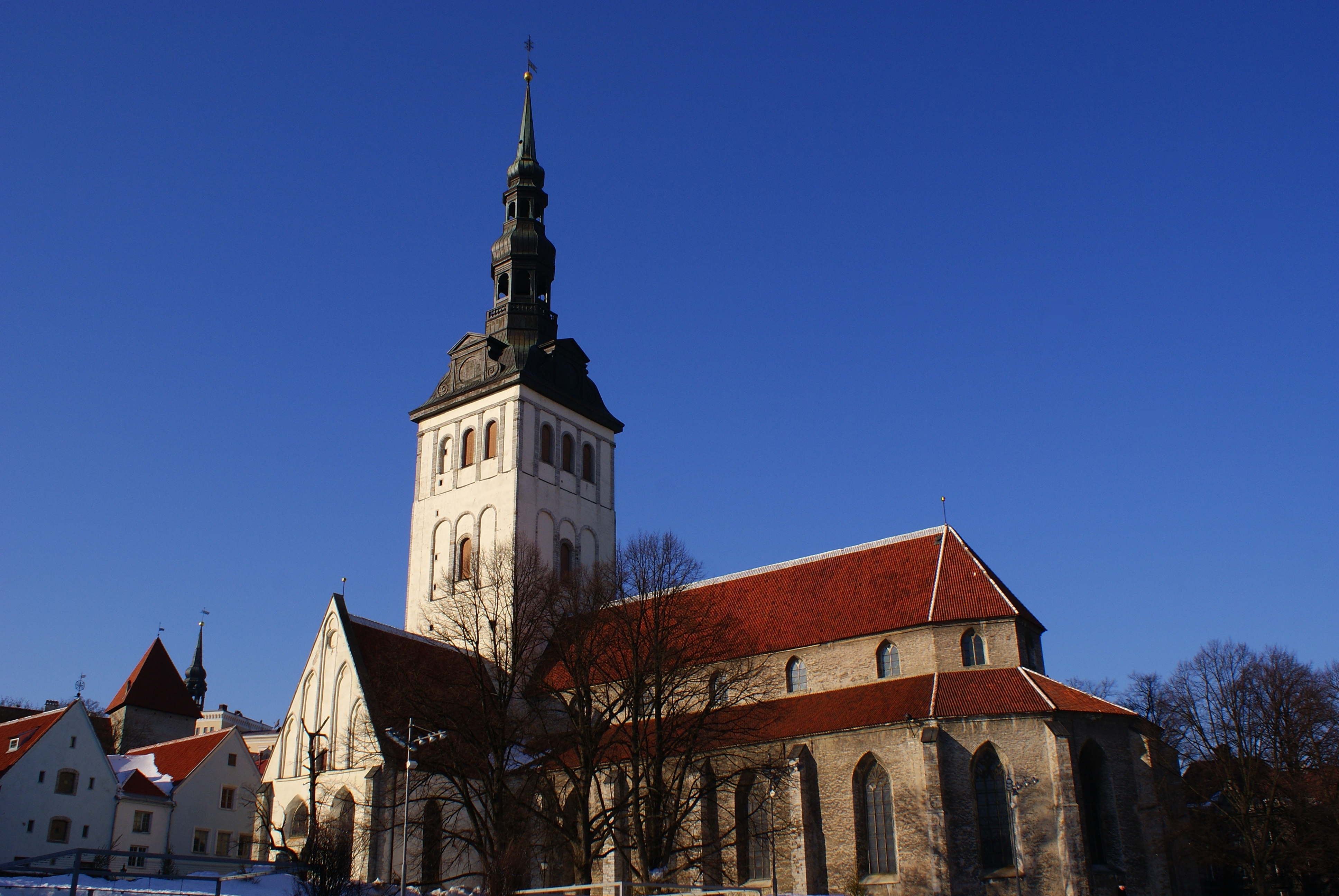
Chiesa di San Nicola (Tallinn)
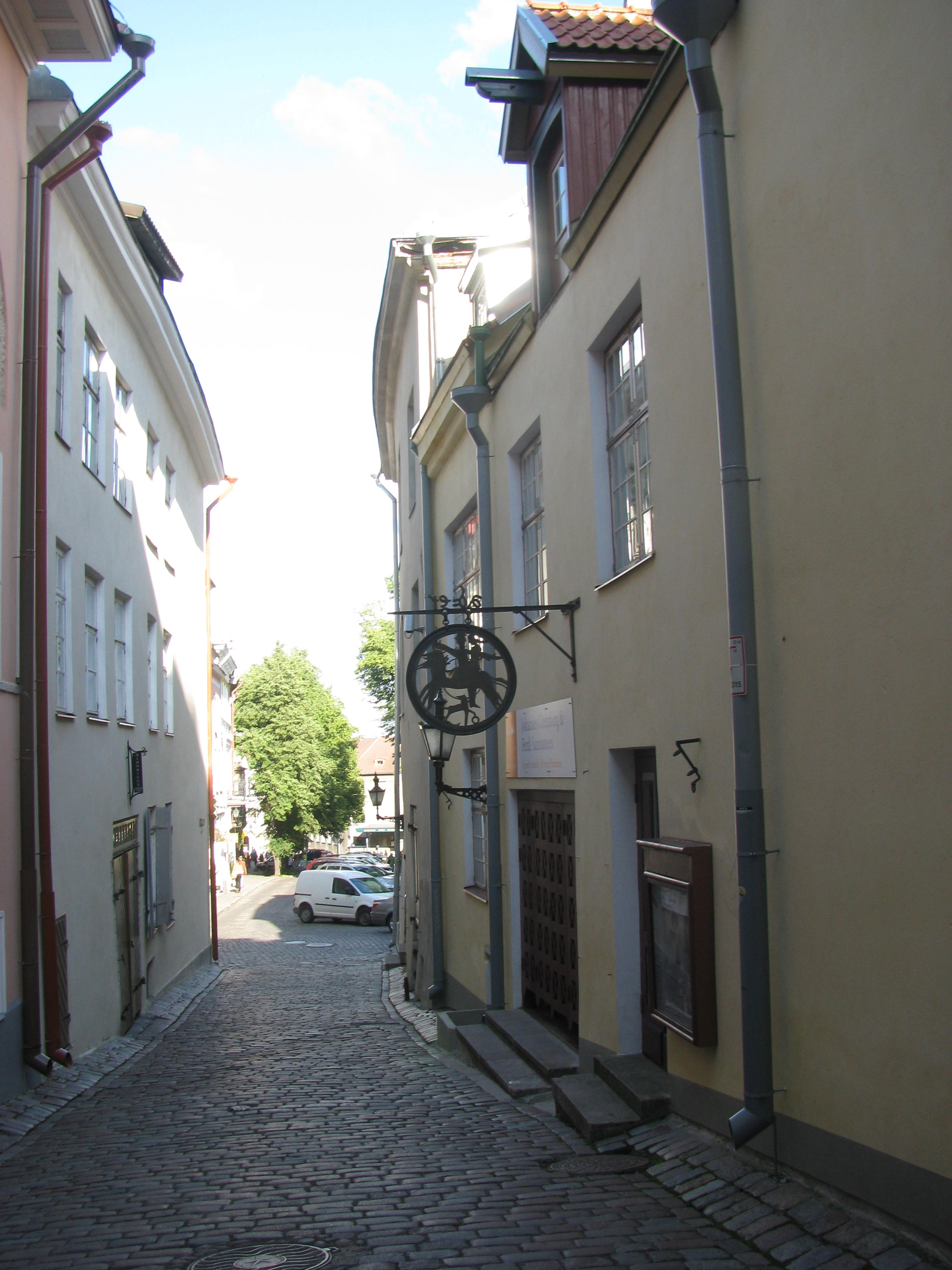
Museo Adamson-Eric